# Le Luhier
Le Luhier – miejscowość i gmina we Francji, w regionie Burgundia-Franche-Comté, w departamencie Doubs.
Według danych na rok 1990 gminę zamieszkiwało 160 osób, a gęstość zaludnienia wynosiła 31 osób/km² (wśród 1786 gmin Franche-Comté Le Luhier plasuje się na 584. miejscu pod względem liczby ludności, natomiast pod względem powierzchni na miejscu 794.).